# I liga polska w piłce nożnej plażowej (2018)
I liga piłki nożnej plażowej 2018 – 7. edycja rozgrywek drugiego poziomu ligowego piłki nożnej plażowej mężczyzn w Polsce, po raz drugi przeprowadzona bez podziału na grupy północną oraz południową. W rozgrywkach udział weźmie 8 drużyn, grając systemem kołowym.
Debiutantami w rozgrywkach beach soccera są BSCC Łódź (jako odrębna drużyna), Hetman Tykocin oraz Sośnica Gliwice.

## Gospodarze boisk
| Miasto   | Turniej    | Zdjęcie |
| -------- | ---------- | ------- |
| Sztutowo | I turniej  |         |
| Lublin   | II turniej |         |

## Drużyny
| Uczestnicy poprzedniej edycji                                                                                 | Uczestnicy poprzedniej edycji   | Uczestnicy poprzedniej edycji | Uczestnicy poprzedniej edycji |
| --- | ------------------------------- | ----------------------------- | ----------------------------- |
| BOJ | Dragon Bojano                   | 3 (grupa północna)            |                               |
| ZGO | Zgoda Chodecz Beach Soccer Team | 3 (grupa południowa)          |                               |
| Spadek z Ekstraklasy 2017                                                                                     |                                 |                               |                               |
| RAP | KP Rapid Lublin                 | 10                            |                               |
| {{{dodatkowe}}}                                                                                               |                                 |                               |                               |
| BSC | BSCC Łódź                       | -                             |                               |
| HEI | Heiro Rzeszów                   | -                             |                               |
| TYK | Hetman Tykocin                  | -                             |                               |
| MOR | Morze Stegna                    | -                             |                               |
| SOŚ | Sośnica Gliwice                 | -                             |                               |
| Oznaczenia: - kolumna pierwsza – skróty nazw drużyn, - kolumna trzecia – miejsce zajęte w poprzednim sezonie. |                                 |                               |                               |

## Rozgrywki
W sezonie 2018 drużyny rozegrały 8 kolejek ligowych po 4 mecze (razem 28 spotkań) na dwóch turniejach. Dwa czołowe miejsca w końcowej tabeli premiowano są awansem do Ekstraklasy.

### Terminarz

#### I turniej - Sztutowo
| 1. 30 czerwca 2018 13:00 | BSCC Łódź | 13:3 | Morze Stegna | Sztutowo |
|                          |           |      |              |          |

| 2. 30 czerwca 2018 14:00 | Dragon Bojano | 6:1 | KP Rapid Lublin | Sztutowo |
|                          |               |     |                 |          |

| 3. 30 czerwca 2018 15:00 | Hetman Tykocin | 8:4 | Sośnica Gliwice | Sztutowo |
|                          |                |     |                 |          |

| 4. 30 czerwca 2018 16:00 | Zgoda Chodecz Beach Soccer Team | 4:6 | Heiro Rzeszów | Sztutowo |
|                          |                                 |     |               |          |

| 5. 30 czerwca 2018 17:00 | Dragon Bojano | 8:2 | Morze Stegna | Sztutowo |
|                          |               |     |              |          |

| 6. 30 czerwca 2018 18:00 | Hetman Tykocin | 4:8 | BSCC Łódź | Sztutowo |
|                          |                |     |           |          |

| 7. 1 lipca 2018 9:00 | Morze Stegna | 3:10 | Heiro Rzeszów | Sztutowo |
|                      |              |      |               |          |

| 8. 1 lipca 2018 10:00 | Sośnica Gliwice | 7:10 | Zgoda Chodecz Beach Soccer Team | Sztutowo |
|                       |                 |      |                                 |          |

| 9. 1 lipca 2018 11:00 | KP Rapid Lublin | 4:5 pd. | Hetman Tykocin | Sztutowo |
|                       |                 |         |                |          |

| 10. 1 lipca 2018 12:00 | BSCC Łódź | 4:1 | Dragon Bojano | Sztutowo |
|                        |           |     |               |          |

| 11. 1 lipca 2018 14:00 | Heiro Rzeszów | 13:5 | Sośnica Gliwice | Sztutowo |
|                        |               |      |                 |          |

| 12. 1 lipca 2018 15:00 | Zgoda Chodecz Beach Soccer Team | 4:5 | KP Rapid Lublin | Sztutowo |
|                        |                                 |     |                 |          |

#### II turniej - Lublin
| 13. 28 lipca 2018 10:00 | KP Rapid Lublin | 9:4 | Heiro Rzeszów | Lublin |
|                         |                 |     |               |        |

| 14. 28 lipca 2018 11:00 | BSCC Łódź | 5:3 | Zgoda Chodecz Beach Soccer Team | Lublin |
|                         |           |     |                                 |        |

| 15. 28 lipca 2018 12:00 | Morze Stegna | 4:7 | Sośnica Gliwice | Lublin |
|                         |              |     |                 |        |

| 16. 28 lipca 2018 13:00 | Dragon Bojano | 3:3, pk. 3:1 | Hetman Tykocin | Lublin |
|                         |               |              |                |        |

| 17. 28 lipca 2018 15:00 | Heiro Rzeszów | 6:12 | BSCC Łódź | Lublin |
|                         |               |      |           |        |

| 18. 28 lipca 2018 16:00 | Sośnica Gliwice | 1:12 | KP Rapid Lublin | Lublin |
|                         |                 |      |                 |        |

| 19. 28 lipca 2018 17:00 | Hetman Tykocin | 9:5 | Morze Stegna | Lublin |
|                         |                |     |              |        |

| 20. 28 lipca 2018 18:00 | Zgoda Chodecz Beach Soccer Team | 2:7 | Dragon Bojano | Lublin |
|                         |                                 |     |               |        |

| 21. 29 lipca 2018 9:00 | Dragon Bojano | 12:2 | Heiro Rzeszów | Lublin |
|                        |               |      |               |        |

| 22. 29 lipca 2018 10:00 | Hetman Tykocin | 5:2 | Zgoda Chodecz Beach Soccer Team | Lublin |
|                         |                |     |                                 |        |

| 23. 29 lipca 2018 11:00 | BSCC Łódź | 11:1 | Sośnica Gliwice | Lublin |
|                         |           |      |                 |        |

| 24. 29 lipca 2018 12:00 | Morze Stegna | 3:6 | KP Rapid Lublin | Lublin |
|                         |              |     |                 |        |

| 25. 29 lipca 2018 14:00 | Sośnica Gliwice | 0:12 | Dragon Bojano | Lublin |
|                         |                 |      |               |        |

| 26. 29 lipca 2018 15:00 | Heiro Rzeszów | 0:5 (vo.) | Hetman Tykocin | Lublin |
|                         |               |           |                |        |

| 27. 29 lipca 2018 16:00 | Zgoda Chodecz Beach Soccer Team | 4:0 | Morze Stegna | Lublin |
|                         |                                 |     |              |        |

| 28. 29 lipca 2018 17:00 | KP Rapid Lublin | 5:2 | BSCC Łódź | Lublin |
|                         |                 |     |           |        |

### Tabela
Stan na koniec I turnieju.
| Miejsce | Drużyna                         | Mecze | Punkty | Zwyc. | Zw.pd. | Zw. pk. | Por. | Bramki | +/- |
| ------- | ------------------------------- | ----- | ------ | ----- | ------ | ------- | ---- | ------ | --- |
| 1.      | BSCC Łódź                       | 7     | 18     | 6     | 0      | 0       | 1    | 55-23  | +32 |
| 2.      | Dragon Bojano                   | 7     | 16     | 5     | 0      | 1       | 1    | 49-15  | +34 |
| 3.      | KP Rapid Lublin                 | 7     | 15     | 5     | 0      | 0       | 2    | 42-26  | +16 |
| 4.      | Hetman Tykocin                  | 7     | 14     | 4     | 1      | 0       | 2    | 39-26  | +13 |
| 5.      | Heiro Rzeszów                   | 7     | 9      | 3     | 0      | 0       | 4    | 41-50  | -9  |
| 6.      | Zgoda Chodecz Beach Soccer Team | 7     | 6      | 2     | 0      | 0       | 5    | 30-34  | -4  |
| 7.      | Sośnica Gliwice                 | 7     | 3      | 1     | 0      | 0       | 6    | 25-70  | +45 |
| 8.      | Morze Stegna                    | 7     | 0      | 0     | 0      | 0       | 7    | 20-57  | -37 |

Legenda do tabeli:
- Zwyc. – zwycięstwa
- Zw. pd. – zwycięstwa po dogrywce (za dwa punkty)
- Zw. pk. – zwycięstwa po rzutach karnych (za jeden punkt)
- Por. – porażki
- +/− – różnica bramek